# 차동열
차동열(1956년 10월 17일~, 부산)은 대한민국의 포수이다. 1983년 롯데가 포수 차동열을 MBC로 보내고 유격수 정영기를 받은 게 프로야구 최초의 포수 트레이드다. 본래 롯데의 원년 멤버였다.
우투우타ㅣ경남고-제일은행(75~76,80~81년)-성무(77~79년)-롯데(82~83 시즌 중)-MBC(83 시즌 중~89)- LG(91년)
- 1982년 기록 : 68경기 타율 2할5푼1리 2홈런 19타점
- 통산 기록 : 432경기 타율 2할1푼6리 9홈런 84타점

경남고 시절 초고교급 포수였다. 1974년 제28회 황금사자기 전국고교야구대회에서 최우수선수로 뽑혔으며 프로와 아마추어의 높은 벽을 실감할 즈음 차동열은 국가대표 주전포수 심재원의 입단으로 주전 자리를 잃게 된다.
결국 1983년 6월 27일 프로야구 사상 처음으로 시즌 중 MBC 유격수 정영기와 맞트레이드되며 부산을 떠났고 프로야구 원년 포수로서는 꽤 오래 현역에서 뛰었다. 1991년 11월 자유계약선수로 LG에서 퇴단할 때까지 현역생활을 지속했다.  자의반 타의반으로 유니폼을 벗은 차동열은 1994년 한화 스카우트로 현장 복귀를 이룬 뒤 삼성, 한화에서 배터리 코치를 지내다 2006년 11월 군산상고 감독을 맡았으며  그 이후 서울 성동구에서 야구용품점을 운영했다가 2011년부터 경동고 감독으로 재직했지만 성적 부진 때문에 2013년 시즌을 끝으로 물러났다.